# Clemens Kapuuo
 (août 2015).
Si vous disposez d'ouvrages ou d'articles de référence ou si vous connaissez des sites web de qualité traitant du thème abordé ici, merci de compléter l'article en donnant les références utiles à sa vérifiabilité et en les liant à la section « Notes et références ».
Clemens (ou Clemence) Kapuuo (1923-1978) est un homme politique du Sud-Ouest africain/Namibie. Chef des Héréros, il fut le premier président de l'Alliance démocratique de la Turnhalle. 

## Biographie
Clemence Kapuuo est né le 16 mars 1923 près de Okahandja dans le Sud-Ouest Africain, alors sous mandat sud-africain. 
Après une scolarité à l'école de la mission anglicane St Barnabas de Windhoek, il va tenter sa chance à Johannesbourg en Afrique du Sud comme instituteur. 
En novembre 1946, la société culturelle et éducative de développement africain (lié au conseil des chefs héréros) est fondée par des étudiants dont Kapuuo. 
De 1950 à 1953, Kapuuo présida l'association des instituteurs de couleur du Sud-Ouest Africain. Il devint membre du conseil des chefs héréros et participa aux premières pétitions envoyés à l'ONU pour protester contre l'administration sud-africaine. 
En mai 1959, il participe au côté notamment de Sam Nujoma et de Jacob Kuhangua à la fondation de la "South West African National Union" (SWANU) sous la bienveillance du conseil des chefs héréros. Bien que Kapuuo soit à l'origine du nom de SWANU, il ne tint aucune fonction dans le parti. Dès le début, la SWANU est d'ailleurs l'objet de luttes internes de pouvoirs. Après l'échec de Hosea Kutako à prendre le contrôle du parti, Clemens Kapuuo et Levy Nganjone devinrent les représentants de l'aile "traditionaliste" contre les progressistes et les socialistes. 
En décembre 1959, Kapuuo est le témoin direct du massacre par la police de plusieurs dizaines de manifestants à Old Location (Windhoek) à la suite de mouvements protestataires organisées par la SWANU. 
À partir de 1960, il devint l'adjoint de Hosea Kutako alors proche de ses 90 ans. Il est élu chef adjoint du conseil en dépit de l'opposition de la SWANU et des Ovambanderu. Il participe encore à l'extraction de Sam Nujoma vers le Bechuanaland. 
En 1964, Kapuuo rejeta les propositions du rapport Odendaal. 
Le 25 septembre 1964, Clemens Kapuuo, Mburumba Kerina et Hosea Kutako fondaient la "National Unity Democratic Organisation" (NUDO), de tendance traditionaliste, marquant la fin de leur appartenance à la SWANU. 
Opposés à la politique d'apartheid, Kapuuo et la NUDO proposaient la mise en place d'un État fédéral basé sur les vieilles régions tribales du Sud-Ouest Africain alors que la SWAPO (marxiste-léniniste) et la SWANU (socialiste) optaient pour une démocratie centralisée, non raciale et une idéologie fondée sur le panafricanisme. 
Le 20 juillet 1970, Clemens Kapuuo succéda à Hosea Kutako en tant que chef des Ovaherero. Sa légitimité fut mise en cause par la maison royale des Tjamuaha-Maharero.  
Le 13 novembre 1971, la convention nationale des partis libres de Namibie (NC) était fondée, entre autres, par la SWAPO (interne), la NUDO et le parti du peuple de Rehoboth (Rehoboth Volksparty) afin de constituer un front commun face à l'Afrique du Sud. En 1972, d'autres partis se joignirent dont la SWAUNIO, la SWANU, la NAPDO et la maison royale des Tjamuaha-Maharero. Plus tard encore, le conseil des chefs héréros et d'autres conseils tribaux adhérèrent à la convention nationale dont Clemens Kapuuo était devenu le président. 
En 1973, avec le soutien des leaders de la SWAPO et de la SWANU internes à la Namibie, Kapuuo essaya de donner une légitimité internationale à la NC en tentant de la faire reconnaitre par les Nations unies. Ces derniers n'accordèrent cette unique représentation du peuple namibien qu'à la seule SWAPO (externe). 
En juillet 1975, le ministre de l'administration bantoue, Michiel Coenraad Botha, mit fin à un projet de délocalisation des tribus Ovaherero dans le bantoustan du Hereroland dans l'est du Sud-Ouest Africain. Ce faisant, Botha mettait fin à la mise en œuvre des conclusions du rapport Odendaal et amenait Kapuuo à rejoindre les pourparlers constitutionnels de la  Conférence de la Turnhalle qui dureront de septembre 1975 à octobre 1977.   
La participation de la NUDO de Kapuuo était mal perçue par les opposants à cette conférence interne et non reconnue par l'ONU. 
Le 5 novembre 1977, l'Alliance démocratique de la Turnhalle (DTA) était fondée et présidée par Clemens Kapuuo et Dirk Mudge, un homme politique blanc réformateur. 
L'alliance regroupait la NUDO, la RBA (Ben Africa), le parti travailliste (Andrew Kloppers), le parti républicain (Dirk Mudge), la SWAPDUF (Engelhardt Christy), l'alliance Nama (Daniël Luipert) et le NDP (Cornelius Ndjoba). 
Le 27 mars 1978, Clemens Kapuuo était assassiné par des inconnus à Katutura dans la banlieue de Windhoek, y provoquant,ainsi qu'à Okakarara, de nombreux affrontements entre Ovambos et Ovaherero. 
Axel Johannes, un activiste de la SWAPO, fut accusé du meurtre par les forces de sécurité sud-africaine. Cependant, jamais la SWAPO n'a démenti sa responsabilité ou protesté de son innocence et les assassins ne furent jamais identifiés. 
Kapuuo mort, Kuaima Riruako lui succéda au poste de président de la DTA.